# Séraphin Couvreur
Pour les articles homonymes, voir Couvreur (patronyme).
Séraphin Couvreur, de son nom chinois Gu Saifen (en chinois : 顧賽芬), né le 14 janvier 1835 à Varennes (Somme, France) et mort le 19 novembre 1919 dans le xian de Xian (Hebei, Chine) est un prêtre jésuite français, missionnaire en Chine de 1870 à 1919.
Lexicographe et sinologue de renom, il a rédigé (ou traduit) en français et en latin une quinzaine d'ouvrages, dont cinq dictionnaires.

## Biographie
Après avoir suivi la scolarité du séminaire d'Amiens, Couvreur entre au noviciat de la Compagnie de Jésus, Province de Champagne, le 23 septembre 1853. Il termine ses études de philosophie et de théologie à Vals et Laval et est ordonné prêtre en 1867. Professeur de grammaire au collège d'Amiens, il demande à être envoyé en mission pour la Chine.
Le père Couvreur arrive en Chine le 30 avril 1870 et après avoir étudié la langue à Hejian, il enseigne au séminaire du vicariat apostolique de Xianxian. Il est également directeur de l'observatoire astronomique et curé de la paroisse.
Très conscient de la nécessité pour les missionnaires d'améliorer leur communication avec les habitants, il se lance dans la rédaction d'un dictionnaire en 1877. D'autres dictionnaires suivront, ainsi que des traductions d'œuvres classiques chinoises. Pour ses travaux, il recevra par deux fois le prix Stanislas Julien de l'Académie des inscriptions et belles-lettres.
Il passe ensuite la plus grande partie de sa vie à la résidence des Jésuites de Xianxian, où il meurt le 19 novembre 1919.

## Travaux et contributions
Missionnaire à partir de 1870 dans la région Ho-Kien-Fou dans la province chinoise de Zhili (l’actuelle Yanxian, dans le Hebei). Séraphin Couvreur est l'auteur d'un Dictionnaire classique de la langue chinoise qui a fait l'objet de nombreuses rééditions et de nombreuses traductions. Dans son dictionnaire, il utilise son propre système de transcription du chinois, le système dit 'Couvreur'.
Le système de transcription qu'il invente en 1902 pour l'École française d'Extrême-Orient sera le plus utilisé pour la transcription phonétique du chinois dans l'aire linguistique française jusqu'au milieu du XXe siècle, jouant ainsi dans l'espace francophone l'équivalent du rôle de la romanisation Wade-Giles pour le monde anglophone. Elle sera progressivement remplacée par le hànyǔ pīnyīn pour transcrire le mandarin de la République populaire de Chine.
Ses traductions, malgré leur ancienneté, n'ont rien perdu de leur intérêt, grâce à la méthode philologique qu'il applique. Elles sont d'ailleurs toujours utilisées, comme celle des Entretiens de Confucius, rééditée en 1997 aux éditions des mille et une nuits (revue et annotée par M. Baryosher-Chemouny). Elles ont grandement contribué à faire connaître les œuvres classiques chinoises en Occident, notamment grâce à l'édition multilingue (texte original en chinois avec transcription et traduction en latin et français) des textes chinois. Ses traductions ont influencé Richard Wilhelm (1873-1930), sinologue allemand, qui s'en est d'ailleurs inspiré pour établir les siennes.
Dans son Choix d'études sinologiques (E.J. Brill, 1973, p.464-465), Paul Demiéville (1894-1979) porte sur l'œuvre de lexicographe et de traducteur de Couvreur le regard suivant :
« Les plus féconds des missionnaires de Ho-kien fou furent les pères Séraphin Couvreur et Léon Wieger. Le premier était un Picard, grand ami de la culture chinoise, dont il ne manquait pas de prendre la défense lorsque quiconque s'avisait de la dénigrer. Son Dictionnaire classique de la langue chinoise (1890 plusieurs fois réédité avec des améliorations) reste le meilleur instrument lexicographique dont on dispose, dans une langue occidentale, pour le chinois classique. »
« Le père Couvreur écrit un français et un latin d'une précision et d'une élégance impeccables. Son interprétation reste strictement fidèle à l'exégèse de l'école de Tchou Hi, qui était officielle en Chine de son temps; il n'y a aucune tentative d'interprétation originale ou de critique personnelle, comme James Legge s'y était assez prématurément essayé dans sa version anglaise (The Chinese Classics, 8 volumes, 1865-1872, réédité à Hong Kong en 1960). Dans ces limites, assurément assez restrictives, la version de Couvreur est très sûre et reste fort utile. »
D'après Henri Cordier (1849-1925), ses travaux le placent « au premier rang des sinologues contemporains » (notice nécrologique dans T'oung Pao, 1920).

## Anecdote
Dans son séminaire XVIII, D'un discours qui ne serait pas du semblant, qu'on a pu appeler parfois « Le séminaire chinois », Jacques Lacan fait beaucoup d'allusions à la Chine et notamment au philosophe Mencius dans la traduction du père Couvreur, qu'il confond d'ailleurs avec le père Léon Wieger.

## Ouvrages
dictionnaires et manuels de chinois
- Dictionarium linguae Sinicae latinum, cum brevi interpretatione gallica, ex radicum ordine dispositum (Auctore Seraphino Couvreur). Ho Kien Fou : in Missione catholica S. J., 1877
- Langue mandarine du Nord. Guide de la conversation français-anglais-chinois, contenant un vocabulaire et des dialogues familiers, par le P. Séraphin Couvreur, Ho Kien Fou : impr. de la Mission catholique, 1886
- Dictionnaire chinois-français, par le P. Séraphin Couvreur, Ho Kien Fou : impr. de la Mission catholique, 1890
- Séraphin Couvreur: Dictionnaire français-chinois contenant les expressions les plus usités de la langue mandarine (Ho Kien Fou: Impr. De la Mission catholique 1908)
- Dictionnaire classique de la langue chinoise, Sien-Hsien, 1930

éditions et traductions
- Choix de documents, lettres officielles, proclamations, édits, mémoriaux, inscriptions... texte chinois avec traduction en français et en latin, par S. Couvreur, Ho Kien Fou : impr. de la Mission catholique, 1894
- Les quatre livres, avec un commentaire abrégé en chinois, une double traduction en français et en latin et un vocabulaire des lettres et des noms propres par, S. Couvreur S. J. 1895, 5e édition 1972, Taiwan, Republic of China.
- Confucius: Entretiens de Confucius et de ses disciples Paris/Leiden, Cathasia/Brill, ca 1951 (Les Humanités d'Extrême-Orient.) traduit du chinois en français et en latin par Séraphin Couvreur
- Tch'ouen ts'iou et Tso tchouan, la Chronique de la principauté de Lou, [texte avec transcription et traduction française] par Séraphin Couvreur, Paris, Cathasia (impr. de Bellenand), 1951.
- Cheu king : Texte chinois avec une double traduction en français et en latin, une introduction et un vocabulaire Sien Hien : Impr. de la Mission catholique, 1934
- Les Quatre livres, avec un commentaire abrégé en chinois, une double traduction en français et en latin et un vocabulaire des lettres et des noms propres, par F. S. Couvreur, S. J., Sien Hsien : Impr. de la Mission catholique, 1930.
- Les annales de la Chine (Shujing)/ [trad.] par Séraphin Couvreur, Paris : You-Feng, 1999